# UN-Sanktion
UN-Sanktionen sind vom UN-Sicherheitsrat aufgrund der Charta der Vereinten Nationen beschlossene Sanktionen.

## Rechtsgrundlagen
Die Charta der Vereinten Nationen (UN-Charta) gehört zum Völkerrecht und sieht folgende Sanktionen vor: 
Bei Bedrohung oder Bruch des Weltfriedens kann der UN-Sicherheitsrat nach Art. 39 UN-Charta folgende UN-Sanktionen beschließen:  
- Nicht-militärische Sanktionen des Art. 41 UN-Charta: Insbesondere Wirtschaftssanktionen durch „Unterbrechung der Wirtschaftsbeziehungen“ und Unterbrechung des Verkehrs und der Telekommunikation sind vorgesehen.
- Militärische Sanktionen des Art. 42 UN-Charta: Hierunter fällt auch das Waffenembargo für militärische Ausrüstung und Dual-Use-Güter, wodurch die Kampfkraft der Armee des sanktionierten Staates geschwächt werden soll. Auch Krieg ist hierin vorgesehen.

Völkerrechtlich sind nicht-militärische Sanktionen das letzte nicht-militärische Zwangsmittel, bevor der UN-Sicherheitsrat militärische Sanktionen beschließt.
Der Sicherheitsrat kann beschließen, welche Maßnahmen - unter Ausschloss von Waffengewalt - zu ergreifen sind, um seinen Beschlüssen Wirksamkeit zu verleihen; er kann die Mitglieder der Vereinten Nationen auffordern, diese Maßnahmen durchzuführen. Sie können die vollständige oder teilweise Unterbrechung der Wirtschaftsbeziehungen, des Eisenbahn-, See- und Luftverkehrs, der Post-, Telegraphen- und Funkverbindungen sowie sonstiger Verkehrsmöglichkeiten und den Abbruch der diplomatischen Beziehungen einschließen.
Als Teil des Kapitels VII der UN-Charta kann der Artikel nur Anwendung finden, wenn der Sicherheitsrat gemäß Art. 39 UN-Charta vorher feststellt, dass aufgrund einer Angriffshandlung oder in der Fortdauer einer Streitigkeit oder einer Situation eine Bedrohung oder ein Bruch des Friedens besteht. Sanktionen können nur vom Sicherheitsrat verhängt werden, nicht jedoch von der UN-Generalversammlung. Der Sicherheitsrat verfügt dabei über eine große Entscheidungsautorität: er allein kann entscheiden, wen (Staat, Gruppen, Individuen oder Einrichtungen) er sanktionieren will, welche Arten von Rohstoffen, Waren oder Dienstleistungen von den Sanktionen betroffen sein sollen und wie lange die Sanktionen andauern sollen. Darüber hinaus ist es dem Sicherheitsrat gestattet, den UN-Mitgliedern jeglichen Kontakt mit dem Sanktionsadressaten zu untersagen. Die Einhaltung sämtlicher Sanktionsmaßnahmen liegt jedoch in der Verantwortung jedes einzelnen Mitgliedsstaates.

## Form der Durchführung
Verhängte UN-Sanktionen können ihre Wirkung nur entfalten, wenn sie mittels Beschlagnahme (Mobilien, Immobilien, Kontosperren), Blockade, Boykott, Desinvestition, Embargo (Exportverbot, Importverbot), Verbot des Technologietransfers oder Wirtschaftskrieg umgesetzt werden. Mit Hilfe einer – meist mit militärischen Mitteln durchgeführten – Blockade wird beispielsweise der Güter- oder Personentransport verhindert, die einer Sanktion unterliegen. Dabei ist jedoch zu erwähnen, dass die Abgrenzung dieser Begriffe in der Fachliteratur uneinheitlich vorgenommen wird. Die Maßnahmen gegen das ehemalige Südrhodesien im Jahre 1965 wurden beispielsweise als „Sanktionen“ und gleichzeitig als „Embargo-Maßnahmen“ bezeichnet oder als „Embargo“ und zugleich „Boykott“. Es gibt sogar Begriffspaare wie „Boykottsanktion“ und „Sanktionsboykott“. englisch Economic sanction, englisch boycott und englisch embargo werden sogar als Synonyme betrachtet.

## Betroffene
Von UN-Sanktionen betroffen sein können sämtliche Rechtssubjekte, also Staaten, Politiker, soziale Gruppen oder Personenvereinigungen (auch Unternehmen), die wiederholt gegen die Menschenrechte verstoßen oder UN-Resolutionen (etwa zur Konfliktvermeidung) missachtet haben. Allgemein gefasst fallen unter den Begriff der Sanktionen sämtliche Einschränkungen der Verkehrs- und Kommunikationswege, Unterbrechungen von Wirtschaftsbeziehungen oder der Abbruch diplomatischer und kultureller Beziehungen. Die Sanktionen der Vereinten Nationen haben einen verbindlichen Charakter, da der Sicherheitsrat, wird den Aufforderungen nicht nachgekommen, weiter gehende Zwangsmaßnahmen beschließen kann.

## Wirkungen
UN-Sanktionen sollen die betroffenen Rechtssubjekte durch wirtschaftliche, soziale oder kulturelle Schädigung oder Isolierung zum völkerrechtskonformen Handeln zwingen, doch entzieht sich das Moralbewusstsein eines Rechtssubjektes jedem äußeren Zwang. Die Auswirkungen von Wirtschaftssanktionen sind aus historischer Perspektive umstritten. Bei diesen kann nicht ausgeschlossen werden, dass auch die Bevölkerung eines sanktionierten Staats betroffen ist, auf die diese Sanktionen primär aber nicht abzielen. 
Unter Sanktionen mit solchen Nebenwirkungen hatte z. B. das Volk des Irak (seit August 1990) jahrelang bis zum Sturz Saddam Husseins zu leiden. Bekannte Beispiele für verhängte UN-Sanktionen sind Aufforderungen an das (ehemalige) Jugoslawien (Februar 1993), Nordkorea (Mai 2022) oder Haiti (Oktober 2022).